# Arno (auteur)
Pour les articles homonymes, voir Arno.
Arno (né Arnaud Einar Dombre à Paris 10e le 4 janvier 1961 et mort à Paris 4e le 7 juillet 1996) est un dessinateur de bandes dessinées français.

## Biographie
Arno est né de mère finlandaise et de père français. Arno passe sa jeunesse à voyager pour suivre les affectations de son père diplomate, entre autres en Irak, au Venezuela ou au Chili.
Il développe et invente des bandes dessinées avec ses deux frères, en cachette de leurs parents qui ne voulaient pas de bandes dessinées à la maison. Arrivé en France à seize ans, Arno passe le bac puis intègre une académie de dessin.
Il revendique l'influence de Hergé et de Moebius : « Pour Arno, les deux grands, c'était Moebius et Hergé, et son travail, c'était d'arriver à faire la synthèse entre les deux. »
Il publie pour la première fois en 1981 dans le magazine Métal Hurlant, où il rencontre Alejandro Jodorowsky. Tous deux créent la série des Aventures d'Alef-Thau, « vaste saga féérique », qu'il illustre jusqu'au 7e album et qui paraît aux éditions Les Humanoïdes Associés. Chez le même éditeur, Arno dessine des récits courts sur l'enfance, réunis dans le recueil Kids, paru en 1985. 
En 1984, Arno illustre la couverture de l'un des touts premiers jeux de rôle français, Mega, publié sous forme de hors-série par le magazine Jeux & Stratégie.
En 1987, Arno et José-Louis Bocquet s'intéressent aux « soldats oubliés » de la Seconde Guerre mondiale avec la série Anton Six. En 1993, Casterman publie son premier récit en tant qu'auteur complet : Augustin, la croisée des chemins. D'après Patrick Gaumer, « l'élégance et l'efficacité de son trait en font un auteur talentueux qui renouvelle véritablement le genre ».
Après une longue période de dépendance à l'héroïne, Arno meurt des suites du sida,aux Urgences de l'Hôtel-Dieu à Paris le 7 juillet 1996.

## Publications

### Périodiques
- Pilleurs d'épaves avec José-Louis Bocquet (scénariste) dans Spirou n°2436, 1984

### Albums
- Zodiaque, ouvrage collectif avec Arno, Caro, Caza, Yves Chaland/Doug Headline, Cheraqui, Luc Cornillon, Michel Crespin, Dodo/Ben Radis, Jean-Claude Gal, Paul Gillon, Dominique Hé, Kent Hutchinson, Chantal Montellier, Hugo Pratt, Martin Veyron, Al Voss/Angelfred, (Éd. Les Humanoïdes Associés), coll. « Pied jaloux », 1983
- Les Aventures d'Alef-Thau, scénario d'Alejandro Jodorowsky, Les Humanoïdes Associés

1. L'Enfant tronc, 1983
2. Le Prince manchot, 1984
3. Le Roi borgne, 1986
4. Le Seigneur des illusions, 1988
5. L'Empereur boiteux, 1989
6. L'Homme sans réalité, 1991
7. La Porte de la vérité, 1994

- Le Chêne du rêveur, scénario Jean-François Benoist, Bayard Presse, 1984
- Kids, scénario José-Louis Bocquet, Les Humanoïdes Associés, 1985
- Vestiges, Aedena, 1986
- Le plus beau des pièges de Patrick Grainville (illustrations), Je bouquine no 25, Bayard, 1986
- Anton Six, scénario José-Louis Bocquet, Albin Michel, 1987
- Kriegsspiel, scénario José-Louis Bocquet, Alpen Publishers, 1988
- Augustin - La Croisée des chemins, Casterman, 1993

### Romans illustrés
- Le Combat d'Odiri, roman illustré, scénario de Georges-Olivier Châteaureynaud, Bayard poche, 1991
- Les Fugitifs, roman illustré, scénario de Jean Guilloré, Bayard poche, 1991